# Climacteric
Climacteric ist eine wissenschaftliche Fachzeitschrift, die vom Taylor & Francis-Verlag veröffentlicht wird. Die Zeitschrift ist das offizielle Publikationsorgan der International Menopause Society (IMS) und erscheint mit sechs Ausgaben im Jahr. Es werden Arbeiten veröffentlicht, die sich mit Fragen der Alterung bei Mann und Frau beschäftigen, insbesondere mit den Themen Wechseljahre und Menopause. Dazu gehören endokrinologische Veränderungen, die Behandlung der Menopausensymptome, Hormonersatztherapien und Änderungen des Lebensstils.
Der Impact Factor lag im Jahr 2014 bei 1,264. Nach der Statistik des ISI Web of Knowledge wird das Journal mit diesem Impact Factor in der Kategorie Gynäkologie und Geburtshilfe an 25. Stelle von 79 Zeitschriften geführt.
Chefredakteure sind Nick Panay, Queens Charlotte’s & Chelsea Hospital, London, Vereinigtes Königreich und Anna J. Fenton, Christchurch Women’s Hospital, University of Otago School of Medicine, Christchurch, Neuseeland.